# عنکبوت جهنده کوبایی
عنکبوت جهنده کوبایی (نام علمی: Zygoballus concolor) نام یک گونه از تیره عنکبوت‌های جهنده است.